# Thorganby (Lincolnshire)
Thorganby – wieś i civil parish w Anglii, w Lincolnshire, w dystrykcie West Lindsey. W 2001 civil parish liczyła 44 mieszkańców. Thorganby jest wspomniana w Domesday Book (1086) jako Togre(m)bi/Turgrebi/Turgrimbi.